# Костюм (фільм, 2022)
«Костюм» — американська кримінальна драма 2022 року, знята режисером Гремом Муром у його режисерському дебюті за сценарієм Мура та Джонатана Макклейна. У фільмі зіграв акторський склад, у тому числі Марк Райленс, Зої Дойч, Джонні Флінн, Ділан О'Браєн, Ніккі Амука-Берд та Саймон Рассел Біл. Сюжет розгортається навколо англійського кравця, або, як він воліє, щоб його називали, «різака» (Райланс) у Чикаго, чиї основні клієнти — сім'я злісних гангстерів. Світова прем'єра фільму відбулася на 72-му Берлінському міжнародному кінофестивалі 14 лютого 2022 року, а в США фільм вийшов 18 березня 2022 року на Focus Features. Фільм отримав в цілому позитивні відгуки критиків.

## Сюжет
У 1956 році в Чикаго Леонард Берлінг — англійський кравець, який шиє на замовлення, керує магазином у районі, який контролює бос ірландської мафії Рой Бойл. Головний силовик Бойла, Френсіс, і його син та заступник Річі використовують магазин Берлінга як схованку для відмивання грошей ; Берлінг терпить цю домовленість, оскільки Бойли та їхні люди є його найкращими клієнтами. Берлінг намагається зустрічатися з секретаркою магазину Мейбл, яка також є дівчиною Річі. Мейбл не зацікавлена в торгівлі Берлінга і володінні магазином, вона хоче замість цього покинути Чикаго і подорожувати світом.
Одного разу вночі Френсіс з'являється в магазині з Річі, який був поранений у тулуб після зіткнення з конкуруючою мафіозною родиною Лафонтейнів, темношкірою злочинною організацією . Берлінг змушений під дулом зброї обробляти рани Річі та сховати портфель, що містить копію запису ФБР з детальною інформацією про операції екіпажу, який надав " Outfit ", загальнонаціональний синдикат, заснований Аль Капоне, який захищає злочинні групи від закон. Френсіс зв'язується з Роєм і відходить, залишаючи Берлінга і Річі наодинці. Двоє чоловіків розмовляють і починають зближуватися, і Берлінг використовує наївність Річі, щоб переконати його, що Френсіс є інформатором, і планує передати плівку ФБР.
Коли Френсіс повертається, Берлінг перехоплює його, стверджуючи, що Річі втратив свідомість та марить від великої крововтрати. Річі погрожує Френсісу, який змушений вбити його під час самооборони. Потім вони з Берлінгом ховають тіло Річі, коли прибуває Рой зі своїм охоронцем Монком. Двоє чоловіків брешуть і розповідають йому, що Річі пішов із магазину сам; Френсіс зголосився знайти його. Рой помічає пальто свого сина в залі магазину і погрожує Берлінгу, вимагаючи правди. Потім Френсіс повертається разом з Мейбл, стверджуючи, що він побачив плями кров Річі в її квартирі. Коли Рой наказує своїм людям катувати її, щоб отримати інформацію, Берлінг відволікає його, відкриваючи причину, чому він приїхав до Чикаго: його дружина і донька загинули під час пожежі в його колишньому магазині на Севіл-Роу .
Коли дзвонить телефон у магазині, Берлінг відповідає; він каже Рою, що Річі все ще живий і чекає на нього. Рой і Монк відходять, але залишають Френсіса. Потім Берлінг пояснює Френсісу, чому він збрехав: Мейбл — інформатор ФБР. Мейбл зізнається, що почала зустрічатися з Річі лише для того, щоб шпигувати за його сім'єю, звинувачуючи їх у вбивстві свого батька. Берлінг наказує Мейбл зателефонувати Вайолет Лафонтен, дати їй фальшиве місце розташування, щоб вона могла влаштувати засідку й вбити Роя та його людей, а також запропонувати продати цей запис. Френсіса вмовляють погодитися з планом, коли Берлінг каже йому, що може вбити Вайолет, коли вона прибуде до його магазину. Адже після смерті Роя він зможе взяти на себе керівництво злочинним угрупуванням.
Вайолет дарує Мейблу велику суму грошей за запис; Берлінг подає сигнали руками, щоб попередити її про Френсіса, перш ніж влаштувати суперечку, щоб виманити його. Охоронці Вайолет двічі стріляють у Френсіса, і вони йдуть із стрічкою. Однак потім Берлінг виявляє, що «запис» є підробкою. Мейбл розуміє, що він з самого початку обманював Бойлів, надаючи їм неправдиві повідомлення.
Берлінг дає їй справжню касету і гроші та закликає її допомогти досягти свої мрії. Коли Берлінг обливає магазин горючою рідиною, ще живий Френсіс стріляє йому в плече, бо його пістолет заклинює; потім він дістає ніж. Берлінг розстібає ґудзики на рукавах, показавши численні татуювання. Він розповідає Френсісу, як в молодості був силовиком банди, поки йому не наказали вчинити жахливий злочин. Тікаючи від своєї банди, Берлінг зумів змінити своє життя, професію та створив сім'ю, поки його стара банда не знайшла їх і не спалила його магазин. Френсіс кидається на Берлінга, і починається боротьба. Берлінг смертельно вдаряє Френсіса в шию своїми цінними ножицями для тканини. Одягнувши темний піджак, щоб приховати свої рани, Берлінг тихо йде, оскільки магазин згорає дотла.

## Актори
- Марк Райленс — Леонард Берлінг
- Джонні Флінн — Френсіс
- Зої Дойч — Мейбл Шон
- Ділан О'Браєн — Річі Бойл
- Саймон Рассел Біл — Рой Бойл
- Ніккі Амука-Берд — Вайолет Лафонтен
- Алан Мехдізаде — монах

## Виробництво
У січні 2021 року було оголошено, що Грем Мур має дебютувати як режисер у фільмі за сценарієм, який він написав у співавторстві з Джонатаном Макклейном, а продюсувати фільм буде FilmNation Entertainment . У лютому 2021 року Focus Features попередньо придбала права на розповсюдження фільму з Марком Райленсом, Зої Дойч, Діланом О'Браєном та Джонні Флінном, які зіграли головної ролі. Саймон Рассел Біл та Ніккі Амука-Берд приєдналися до акторського складу в квітні 2021 року . Основне знімання розпочали 5 березня 2021 року в Лондоні в Англії, з оператором Діком Поупом. Знімання завершили на початку квітня 2021 року Під час постпродакшну редагування було завершено Вільямом Голденбергом, а партитура була написана Александром Десплою .

## Реліз
Прем'єра фільму відбулася на Берлінському міжнародному кінофестивалі 2022 року 14 лютого 2022 року Він вийшов у кінотеатрах США 18 березня 2022 року після того, як його було перенесено з початкової дати 25 лютого. Фільм вийшов у трансляцію 8 квітня 2022 року, а на Blu-ray та DVD — 3 травня 2022 року компанією Universal Pictures Home Entertainment . 

## Прийом

### Каса

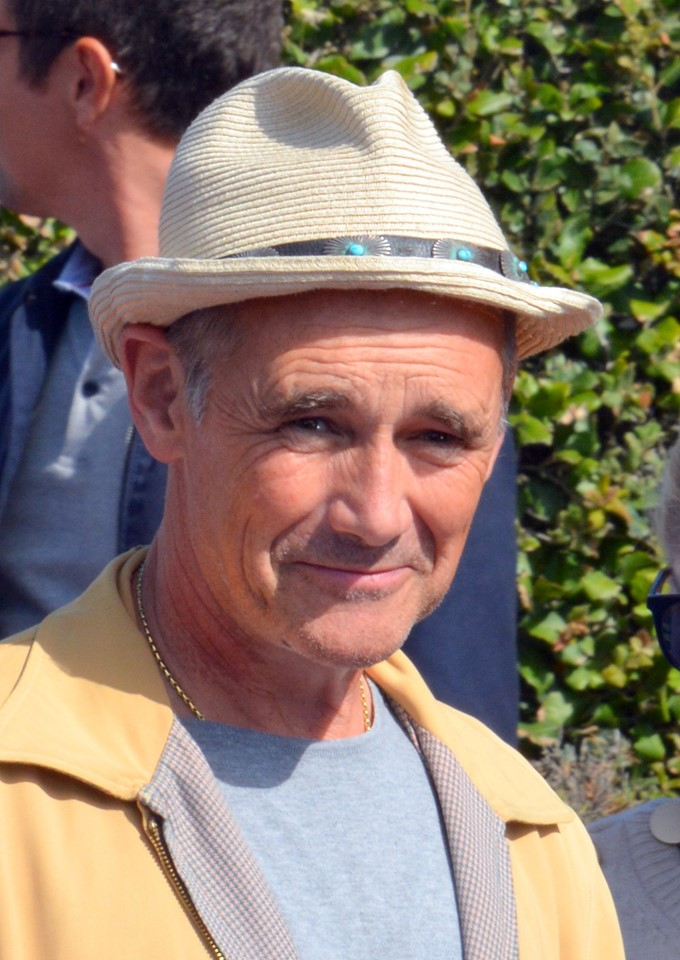
Марк Райленс отримав похвалу за свою гру.

У США та Канаді «Костюм» вийшов разом із Jujutsu Kaisen 0, Umma та X, і, за прогнозами, за перші вихідні він зібрав 750 000–2,5 мільйонів доларів у 1324 кінотеатрах. У перші вихідні фільм заробив 1,5 мільйона доларів, посівши восьме місце. Чоловіки становили 56 % аудиторії під час його відкриття, причому на осіб старше 35 років припадало 60 % продажів квитків, а на осіб старше 45 років — 40 %. Етнічна розбивка аудиторії показала, що 60 % становили європеоїди, 15 % латиноамериканці та латиноамериканки, 10 % афроамериканці, 15 % азіати тощо. У другі вихідні фільм вийшов з першої десятки прокату, зайняв дванадцяте з 568 180 доларів.

### Реакція критиків
На оцінці агрегатора веб-сайтів «Rotten Tomatoes», 85 % із 149 відгуків критиків є позитивними, із середнім рейтингом 7,4/10. Консенсус веб-сайту свідчить: «фільм „Костюм“ не є кричущим, але чітка історія та достатньо зібрана гра Марка Райленса роблять його цікавим для шанувальників трилерів старої школи».
Metacritic, який використовує середньозважене значення, присвоїв фільму оцінку 69 зі 100, на основі 39 критиків, що вказує на «загалом схвальні відгуки». Аудиторія, опитана PostTrak, дала фільму 74 % позитивних оцінок, а 55 % сказали, що безумовно рекомендували б його.
Виступи акторського складу, особливо Райланса, були добре прийняті. Критики позитивно відзначили дизайн костюма та постановки, операторську роботу, партитуру та сценарій Мура. Піт Хаммонд з Deadline Hollywood сказав, що Мур «створив грамотну та захоплюючу гангстерську картину, яка вносить свіжий відтінок у застарілий жанр».